# Wojciech Sawilski
Wojciech Sawilski (ur. 8 sierpnia 1906 w Warszawie, zm. 4 maja 1996 w Białogardzie) – polski artysta malarz. Uprawiał malarstwo sztalugowe, grafikę artystyczną i użytkową.

## Życiorys
Syn Kazimierza i Cezarii. Tworzył przez 65 lat. Pozostawi bogatą spuściznę około 1000 prac: obrazy olejne, akwarele, pastele, grafiki oraz rysunki wykonane ołówkiem, węglem, piórkiem i długopisem. Wśród około 230 grafik są drzeworyty, linoryty, monotypie oraz prace wykonane w metalu z zastosowaniem bogatego wachlarza technik. Prace znajdują się w zbiorach muzealnych i prywatnych w Polsce i za granicą.
W wieku 16 lat rozpoczął naukę w Szkole Sztuk Zdobniczych w Poznaniu. W latach 1926–1930 studiował w warszawskiej Akademii Sztuk Pięknych: malarstwo w pracowni prof. Tadeusza Pruszkowskiego i grafikę w pracowni prof. Władysława Skoczylasa. Od 1945 roku mieszka i tworzył w Białogardzie.
Jako pierwszy mieszkaniec Białogardu w 1995 roku został odznaczony medalem „Za zasługi dla miasta Białogardu”.
Wojciech Sawilski, już po ukończeniu nauki w warszawskiej ASP, prezentował swoje prace na wystawach w kraju, m.in. w warszawskiej Zachęcie, na wystawie „Jesiennej” w 1931 roku oraz wystawie malarstwa w 1933 roku. Brał także udział w wystawach polskiej sztuki współczesnej organizowanych przez te stowarzyszenia w Londynie i Sztokholmie w roku 1939. Prace tam wystawione nie wróciły do kraju ze względu na rozpoczęcie działań wojennych w Europie.

## Nagrody na konkursach polskiego plakatu
- miejsce III – w 1935 r.
- miejsca I i II – w 1936 r.
- miejsca II i III – w 1937 r.
- miejsce II – w 1938 r.

## Działalność społeczna
W okresie 1936 – 1939 należał do stowarzyszeń artystycznych założonych przez uczniów Tadeusza Pruszkowskiego: Loży Malarskiej i Bloku Zawodowych Artystów Plastyków. W tym samym okresie był zatrudniony na stanowisku grafika projektanta w Muzeum Przemysłu i Techniki w Warszawie. Ponadto współpracował z wydawnictwem „Płomyczek”. Brał też udział w organizacji wystawy Polskiego Radia.

## Życie prywatne
Przez wiele lat przyjaźnił się z Bronisławem Wojciechem Linke oraz wielokrotnie spotykał się ze Stanisławem Ignacym Witkiewiczem.

## II Wojna Światowa
W czasie okupacji uczestniczył w działalności konspiracyjnej jako członek AK. Przygotowywał druki do podrabianych dokumentów i był łącznikiem grupy „Warszawa-Otwock”. Prowadził pracę pedagogiczną (tajne nauczanie 1942-1943) na kursach rysunku perspektywicznego w Instytucie Parków i Zieleńców przy Zarządzie Miejskim w Warszawie.

## Działalność w PRL
Jesienią 1945 roku przyjął propozycję prof. Stanisława Lorentza – ówczesnego dyrektora Muzeum Narodowego w Warszawie i objął stanowisko kustosza Muzeum w Białogardzie, które organizował prawie od podstaw. Dzięki jego pracy ocalono od zniszczenia m.in. zbiory minerałów, numizmatów, wyrobów z cyny, drzeworytu japońskiego, etc. Po rozwiązaniu placówki w Białogardzie w 1951 r., eksponaty białogardzkiego muzeum zasiliły zbiory innych muzeów na terenie kraju w tym między innymi w Szczecinie i Toruniu.
Podejmował wiele działań na rzecz rozwoju regionu. Był organizatorem wystawy w celu zbiórki na Fundusz Odbudowy Stolicy oraz Pierwszej Wystawy Rolniczej w Białogardzie. Prowadził również zajęcia rysunku w Liceum Ogólnokształcącym w Białogardzie (1948-1951) oraz w latach 1966–1968 w Lidze Kobiet. Przez wiele lat był człowiekiem Towarzystwa Wiedzy Powszechnej, działał też na polu upowszechniania kultury teatralnej.

## Wybrane dzieła
- Muzeum Okręgowego w Koszalinie (52 prace) – rysunki, grafiki, prace olejne
- Muzeum Pomorza Środkowego w Słupsku – grafiki
- Galerii Sztuki Współczesnej w Kołobrzegu – grafiki
- Muzeum w Neubrandenburgu – grafiki
- Muzeum w Berlinie – grafiki

Ponadto w zbiorach prywatnych w kraju i za granicą: Szwecji. Francji i Stanach Zjednoczonych.
Część prac Wojciecha Sawilskiego była prezentowana na wystawach sztuki współczesnej organizowanych przez ZPAP Koszalin w kraju oraz w Niemczech (Neubrandenburg 1973 r., Berlin 1976 r.). Wiele z nich wyróżniono jako „Najlepsze Dzieło Roku”.
Wojciech Sawilski pracował twórczo niemalże do końca życia. Został nagrodzony wieloma nagrodami, między innymi: Nagrodą Wojewody Koszalińskiego za osiągnięcia w pracy artystycznej i w upowszechnianiu kultury na Ziemiach Odzyskanych. W 1971 roku Ministerstwo Kultury i Sztuki na wniosek Ministra Kultury przyznało mu rentę specjalną. W 2011 roku w uznaniu zasług dla miasta Białogardu otwarto w Izbie Tradycji Regionalnej w Białogardzie stałą ekspozycję, poświęconą artyście.

## Odznaczenia
- Medal honorowy „Za Zasługi w Rozwoju Województwa Koszalińskiego” – 1970 r.
- Medal 30-lecia „Opieki nad Zabytkami w Województwie Koszalińskim” – 1974 r.
- Odznaka honorowa „Zasłużony Działacz Kultury” – 1975 r.
- Medal honorowy „Twórcom i Mecenasom Sztuki” – 1982 r.
- Medal „40-lecia Polski Ludowej” – 1984 r.
- Złoty Krzyż Zasługi – 1995 r.
- Medal honorowy „Za Zasługi Dla Miasta Białogardu” – 1995 r.

## Listy gratulacyjne
- Wydziału Kultury i Sztuki Urzędu Wojewódzkiego z okazji 25-lecia działalności Związku Polskich Artystów Plastyków w Koszalinie (25.05.1980r.)
- Wojewody Koszalińskiego z okazji 80 rocznicy urodzin oraz 46 rocznicy pracy twórczej nierozerwalnie związanej z regionem Koszalińskim (7.11.1986r.)
- Wojewody Koszalińskiego w uznaniu zasług położonych dla rozwoju kultury za działalność społeczną na rzecz jej upowszechnienia na Ziemi Koszalińskiej (31.12.1986r.)